# El Vallecillo
El Vallecillo ist ein Ort und eine Gemeinde (municipio) mit 37 Einwohnern (Stand: 2024) im Südwesten der Provinz Teruel in der Autonomen Region Aragonien im östlichen Zentralspanien. 

## Lage und Klima
El Vallecillo liegt im Süden des Iberischen Gebirges etwa 60 km (Fahrtstrecke) westsüdwestlich der Stadt Teruel in einer Höhe von ca. 1420 m. Das Klima ist gemäßigt bis warm; Regen (ca. 563 mm/Jahr) fällt übers Jahr verteilt.

## Bevölkerungsentwicklung
| Jahr      | 1970 | 1981 | 1991 | 2001 | 2011 | 2021 |
| Einwohner | 127  | 17   | 25   | 49   | 55   | 39   |

Die Mechanisierung der Landwirtschaft sowie die Aufgabe bäuerlicher Kleinbetriebe und der daraus resultierende Verlust an Arbeitsplätzen haben in der zweiten Hälfte des 20. Jahrhunderts zu einem deutlichen Bevölkerungsrückgang (Landflucht) geführt.

## Sehenswürdigkeiten
- Trinitätskirche
- Peterskapelle
- Kapelle der Unbefleckten Empfängnis

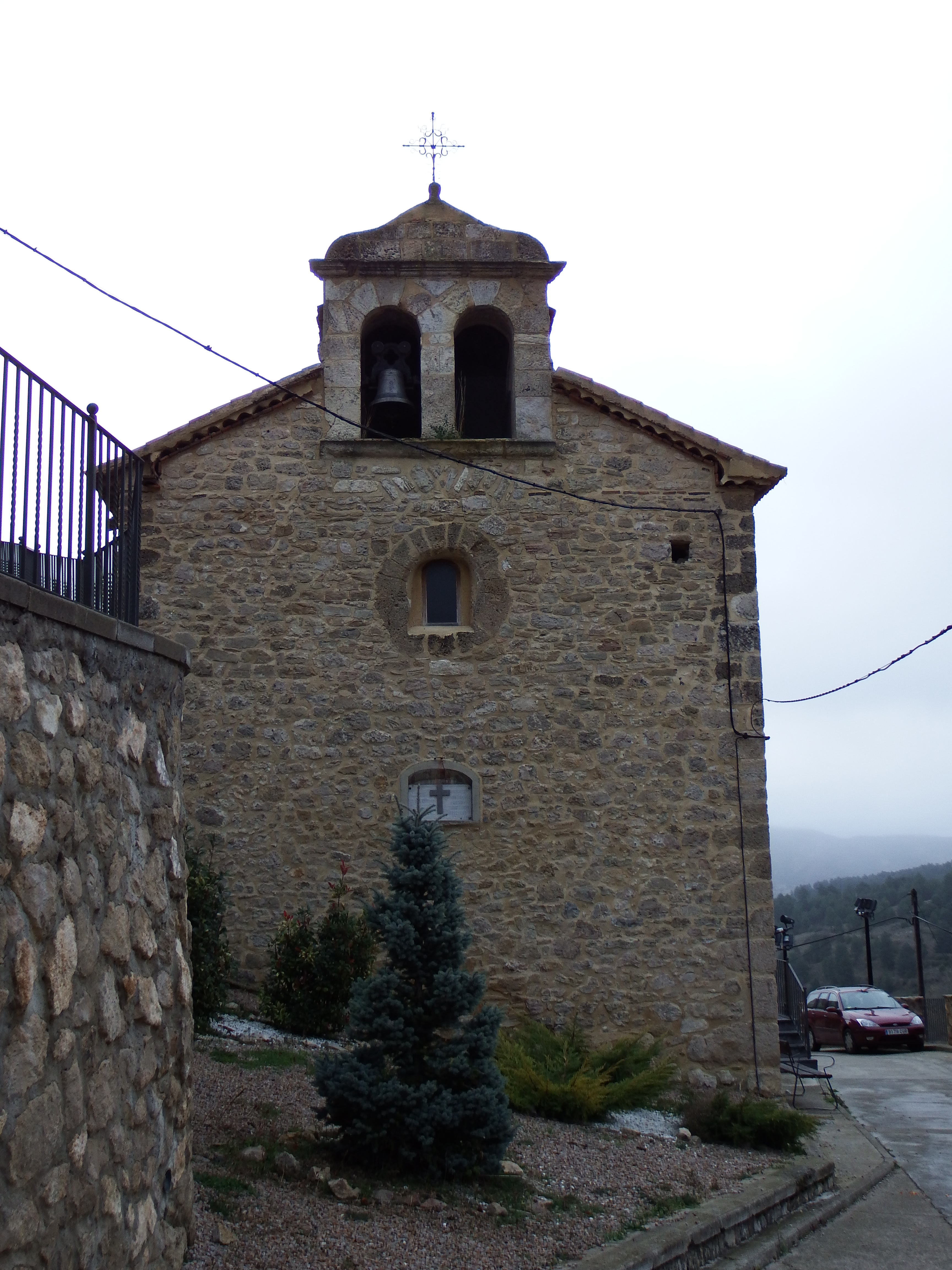
Trinitätskirche
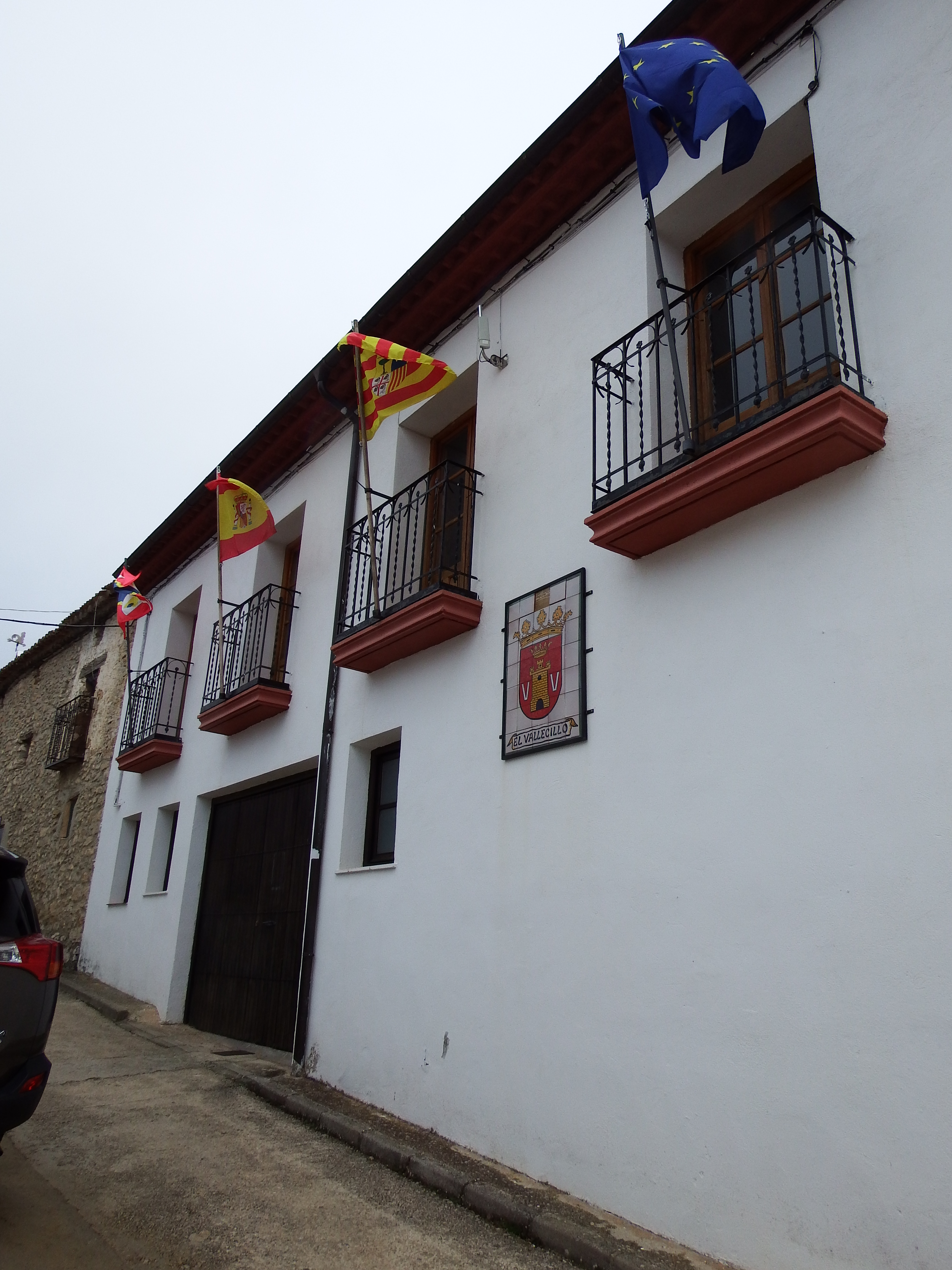
Rathaus